# Malaltia renal crònica
La malaltia renal crònica (MRC) és un tipus de malaltia renal en la qual hi ha una pèrdua gradual de la funció renal que es produeix durant un període de mesos a anys, o una estructura renal anormal (amb funció normal). Inicialment, en general, no es veu cap símptoma, però els símptomes posteriors poden incloure inflor de les cames, sensació de cansament, vòmits, pèrdua de gana i confusió. Les complicacions poden relacionar-se amb la disfunció hormonal dels ronyons i incloure (en ordre cronològic) tensió arterial alta (sovint relacionades a l'activació del sistema renina-angiotensina), malaltia òssia i anèmia. A més, els pacients amb MRC han augmentat notablement les complicacions cardiovasculars amb major risc de mort i hospitalització. La MRC pot provocar insuficiència renal que requereixi diàlisi renal o trasplantament de ronyó.
Les causes de la malaltia renal crònica inclouen la diabetis, la tensió arterial alta, la glomerulonefritis i la malaltia renal poliquística. Els factors de risc inclouen un antecedents familiars de malaltia renal crònica. El diagnòstic es fa mitjançant anàlisis de sang per mesurar la taxa de filtració glomerular estimada i una anàlisi d'orina per mesurar l'albúmina. Es poden realitzar ecografia o biòpsia renal per determinar la causa subjacent. S'utilitzen diversos sistemes d'estadificació basats en la gravetat.
Es recomana la detecció de persones amb risc. Els tractaments inicials poden incloure medicaments per reduir la pressió arterial, el sucre en la sang i el colesterol. Els inhibidors de l'enzim conversiu de l'angiotensina (IECA) o els antagonistes dels receptor de l'angiotensina II (ARA II) són generalment agents de primera línia per al control de la pressió arterial, ja que frenen la progressió de la malaltia renal i el risc de patir malalties del cor. Els diürètics de nansa es poden utilitzar per controlar els edemes i, si cal, reduir encara més la pressió arterial. S'han d'evitar els AINE. Altres mesures recomanades inclouen mantenir-se actiu i alguns canvis en la dieta, com ara una dieta baixa en sal i una quantitat adequada de proteïnes. Poden ser necessaris els tractaments per a l'anèmia i les malalties òssies. La malaltia greu requereix hemodiàlisi, diàlisi peritoneal o un trasplantament de ronyó per sobreviure.
La malaltia renal crònica va afectar 753 milions de persones a tot el món l'any 2016 (417 milions de dones i 336 milions d'homes). El 2015, va causar 1,2 milions de morts, en comparació amb 409.000 el 1990. Les causes que contribueixen al major nombre de morts són la hipertensió arterial amb 550.000, seguida de la diabetis amb 418.000 i la glomerulonefritis amb 238.000.

## Clínica
1. Alteracions hidroelectrolítiques: 
  1. Retenció hídrica.
  2. Hipernatrèmia per retenció o hiponatrèmia per pèrdua de sals per nefropatia.
  3. Hiperpotassèmia que es pot incrementar per la ingesta de proteïnes, hemorràgia intestinal…
  4. Acidosi metabòlica.
  5. Retenció de fosfats.
  6. Hipocalcèmia.
2. Alteracions cardiovasculars: insuficiència cardíaca (per retenció d'aigua i sals), HTA (hipertensió arterial, arterioesclerosi, disfunció miocardíaca…
3. Alteracions hematològiques: s'alteren totes les sèries hemàtiques (eritròcits, leucòcits i plaquetes).
  1. Anèmia. Principal conseqüència d'una producció disminuïda de l'eritropoetina renal.[22]
  2. Alteracions leucocitàries (risc d'infeccions).
  3. Alteracions plaquetàries (causa de trastorns de la coagulació i malaltia coronària).[23]
4. Alteracions gastrointestinals:[24]
  1. Factor urèmic.
  2. Anorèxia, nàusees, vòmits.
  3. Hemorràgia digestiva.
5. Osteodistròfia renal: osteïtis fibroquística, osteomalàcia, osteoesclerosi.[25]
6. Anormalitats neurològiques:[26]
  1. SNC: insomni, fatiga, asterixi (una tremolor característica que es veu a la mà estesa i que apareix en diferents tipus d'encefalopaties). Problemes cognitius.[27]
  2. Neuropatia perifèrica.
  3. Miopatia proximal.
7. Alteracions endocrines: 
  1. Afectació de la tolerància a la glucosa.
  2. Esterilitat.
  3. Hipotèrmia (no tenen respostes febrils).
  4. Hiperuricèmia.

## Estadiatge
En funció de l'taxa de filtració glomerular (TFG):
Estadi 1
TFG ≥90 mL/min/1,73 m². La lesió renal es defineix com anormalitats en la sang o orina o en estudis d'imatges.
Estadi 2
IR lleugera, TFG 60–89 mL/min/1,73 m².
Estadi 3
IR moderada, TFG 30–59 mL/min/1,73 m².
Sovint subdividida amb estadi 3a (45-59) i 3b (30-44).
Estadi 4
IR severa, TFG 15–29 mL/min/1,73 m².
Estadi 5
Fracàs renal, TFG <15 mL/min/1,73 m².
La TFG indica el volum de fluid filtrat per unitat de temps des dels capil·lars glomerulars renals cap a l'interior de la càpsula de Bowman i la seva quantificació permet avaluar l'estat de la funció glomerular. Es mesura en mililitres per minut i existeixen diversos criteris i procediments analítics per obtenir-lo.
El grau de proteïnúria és un paràmetre independent amb valor predictiu de la gravetat de la IRC i del risc cardiovascular associat.
L'hematúria es considera un factor de mal pronòstic en la progressió de la malaltia.